# Polder

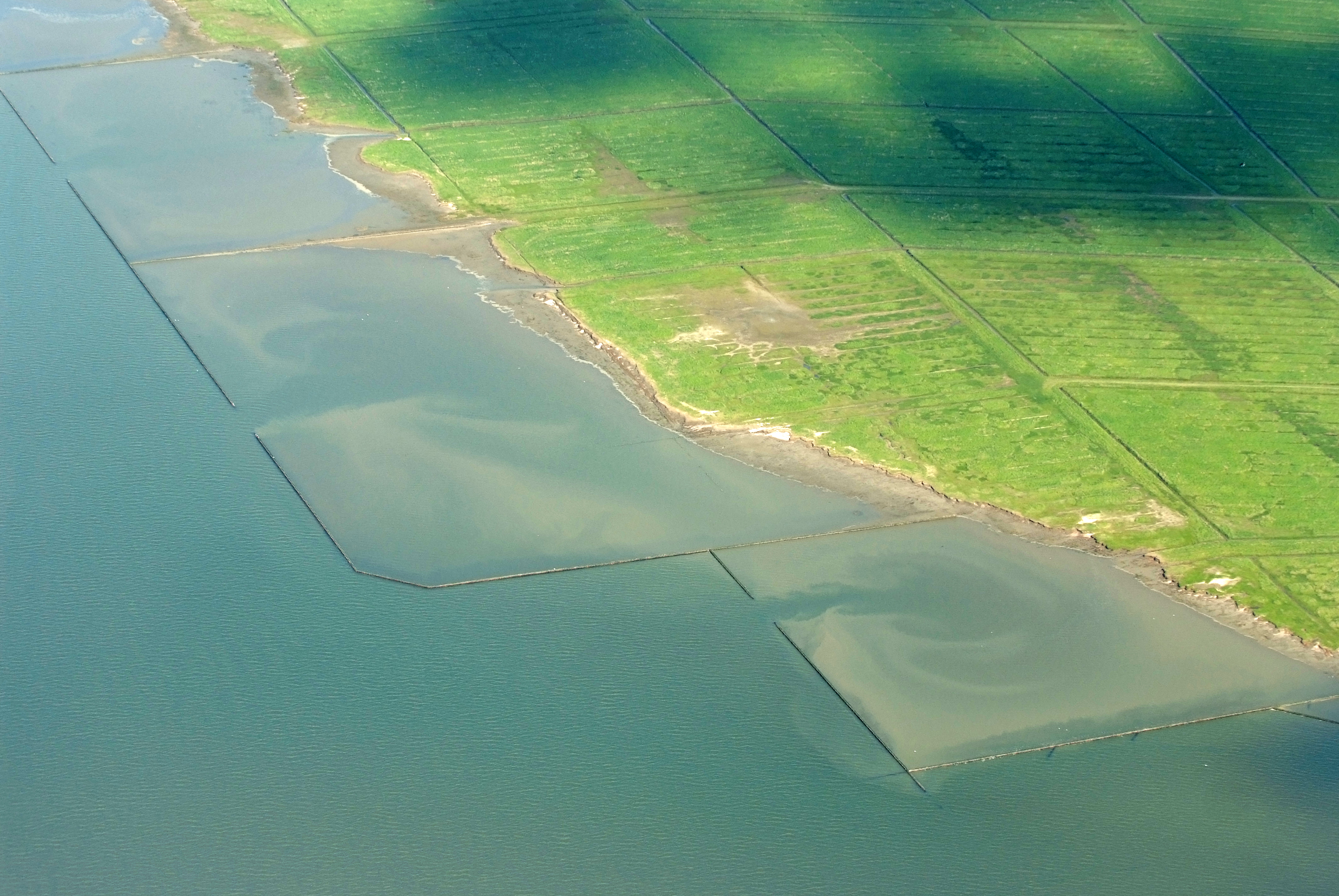
vznikající poldery na severním pobřeží Německa

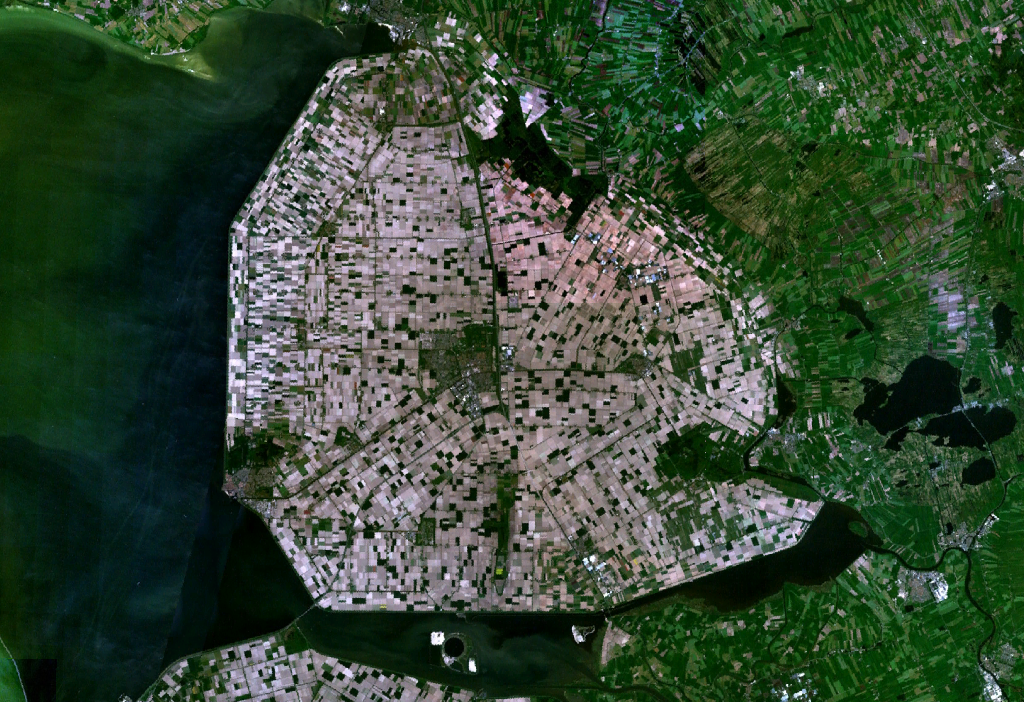
Satelitní snímek polderu Noordoostpolder

Polder je území, na kterém musí být kontrolována úroveň vodní hladiny. Neexistují zde přímá spojení mezi vodstvem uvnitř území a vně, kromě uměle vybudovaných zařízení, jako jsou zdymadla a pumpy. U většiny polderů není hladina vody uvnitř níže než hladina vně, ale není to podmínkou. Pokud je vnitřní hladina níže než okolní vodstvo, je třeba za pomocí pump udržovat polder suchý. U těchto polderů je rovněž nutná výstavba přehrad, které drží nápor vyšší okolní vody. U většiny polderů je pevně stanovena úroveň vnitřní hladiny.
V Nizozemsku existuje mnoho typů poldrů, jejich přehled následuje.

## Říční poldery
Říční polder je polder, ležící v blízkosti řeky. Pokud je úroveň říční hladiny standardní, většina říčních polderů nepotřebuje pumpy pro odsávání vody, neboť hladina řeky je pod úrovní polderu. Občas vystoupí hladina řeky nad úroveň polderu a pak je třeba vodu pumpovat.
Příklady říčních polderů v Nizozemsku jsou:
- Ooijpolder
- Betuwe
- Land van Maas en Waal
- Bommelerwaard

## Nízké říční poldery
Nízké říční poldery bývaly dříve normálními říčními poldery uvedenými výše. Avšak z důvodu dlouhodobého odčerpávání vody terén poklesl a v současnosti je níže než nejnižší poloha hladiny řeky. Z tohoto důvodu vyžadují tyto poldery pumpy pro odčerpávání vody a vysoké hráze.
Často se u tohoto typu polderů užívalo kanálů, které odváděly vodu do řeky. Na těchto kanálech pak byly stavěny hráze, které zabraňovaly toku vody z řeky do polderu, tedy opačným směrem, než bylo žádoucí. Z tohoto důvodu je dnes v Nizozemsku velké množství měst, jejichž název končí na „-dam“, což je nizozemské slovo pro hráz.
Příklady nízkých říčních polderů v Nizozemsku jsou:
- Vijfherenlanden
- Ablasserwaard
- Krimpenerwaard

## Vysušené dno moře či jezera
Poldery vzniklé odvodněním mořského dna jsou další skupinou polderů. Vznikly ohrázováním části vodní plochy moře či jezera a jeho následným odvodněním. Veškerá nově získaná půda se nachází pod hladinou okolního moře a je třeba fungujících čerpacích stanic pro zajištění odvodnění území polderu. Vznikaly již v 16. století, ale největší poldery vzniklé na vysušeném mořském dně byly realizovány ve 20. století v rámci projektu Zuiderzeewerken.
Příklady polderů vzniklých vysušením mořského dna v Nizozemsku jsou:
- Wieringermeer
- Noordoostpolder
- Oostelijk Flevoland
- Zuidelijk Flevoland